# Fatima bint Muhammad al-Taimi
Fatima bint Muhammad al-Taimi (arabisch فاطمة بنت محمد التيمي; geb. 8. Jahrhundert; gest. im 8. oder 9. Jahrhundert) war eine Ehefrau des zweiten Abbasiden-Kalifen al-Mansur (714–775, reg. 754–775).

## Leben
Fatima bint Muhammad al-Taimi entstammte dem Stamm der Banu Taym und war eine Nachfahrin von Talha ibn ʿUbaidallāh. Sie wurde die dritte Ehefrau des zweiten Abbasiden-Kalifen al-Mansur (714–775, reg. 754–775) und wurde die Mutter der Söhne Isa, Sulaiman und Ya'qub.